# Flux (Poppy)
Flux è il quarto album in studio della cantante statunitense Poppy, pubblicato nel 2021. Si tratta di un album rock alternativo, grunge e pop, con elementi pop punk, dream pop e shoegaze, e forti influenze punk rock.
Per promuovere l'album, Poppy annunciò il Flux Tour il 2 agosto 2021. A causa della pandemia COVID-19, il tour fu posticipato e rinominato a Never Find My Place Tour, con la vendita dei biglietti posticipata al 21 gennaio 2022. Il tour iniziò l'8 marzo 2022 e terminò il 29 novembre 2022.

## Descrizione
L'11 agosto 2020, Poppy confermò nel podcast dei Boulet Brothers che oltre al lavorare su I Disagree (more), aveva cominciato i lavori sul suo quarto album in studio.
Il 29 dicembre 2020, in un'intervista con Spin (rivista), la cantante rivelò che il suo quarto album era "completo al 95%", e che la maggior parte dei testi erano stati scritti nei 5 mesi precedenti, e che i brani erano stati composti mentre era in tour con la sua band a Los Angeles. Poppy descrisse allora l'album come avere "un'aria sonica completamente diversa" rispetto a I Disagree, e che è "completamente diverso da ogni altro album di Poppy che avete ascoltato." In un'intervista con Kerrang! il 31 dicembre 2020, la cantante affermò che "comunque [c'è] l'influenza della musica metal", che però sarà "lasciato a libera interpretazione dell'ascoltatore."
Le tracce dell'album sono state registrate presso il Sunset Sound Studio sotto il produttore Justin Meldal-Johnsen, lungo un arco di 8 giorni.
Il 30 luglio 2021, Poppy rivelò il nome dell'album, data di pubblicazione, cover e lista delle tracce tramite il singolo Flux.
Per promuovere l'album, Poppy ospitò una sessione di ascolto dell'album su Roblox fra il 24 e 26 settembre 2021.

## Singoli
Sono stati pubblicati 3 singoli provenienti da Flux:
- Her, uscito il 30 giugno 2021 in concomitanza con il videoclip su YouTube.È il primo brano ad essere scritto esclusivamente da Poppy (nel 2019). Usato come musica di sottofondo nel video "Ice Queen Look with Poppy", affronta tematiche simili a quelle trattate in I Disagree.
- Flux, uscito il 30 luglio 2021. Il suo video musicale fu diretto in collaborazione con Tanya Schultz. Il singolo parla di come Poppy si adatta al cambiamento e rifiuta di essere cambiata in  peggio.
- So Mean, pubblicato il 25 agosto 2021. Diretto da Poppy, trae ispirazione dal video della canzone "Happy House" dei Siouxsie and the Banshees. Parla di come le esperienze passate possano influire negativamente sul presente, in particolare quelle violente e fondate sull'odio.

## Composizione
Flux è stato descritto come un album alternative rock, grunge, pop-punk, dream pop, garage rock, shoegaze e punk rock, stoner metal e new wave.
L'album si distacca dal genere metal a cui appartiene I Disagree, dunque è considerato essere meno aggressivo, anche se comunque fa uso di urla quando possibile. Inoltre, l'album ha un suono molto più organico rispetto ai suoi dischi precedenti. In un'intervista con Spin, Poppy afferma "Justin voleva fare un disco dal vivo. E lo menzionò sin dall'inizio - le sue parole esatte furono, 'non sono mai stato così poco preparato per registrare un album', il che mi ha entusiasmato." Dunque, Poppy e la sua band hanno registrato l'album dal vivo.

## Accoglienza
| Recensione           | Giudizio |
| -------------------- | -------- |
| AllMusic             | [ 18 ]   |
| Beats Per Minute     | 80%      |
| Clash                | 8/10     |
| DIY                  | [ 20 ]   |
| Exclaim!             | 9/10     |
| Kerrang!             | 4/5      |
| The Line of Best Fit | 9/10     |
| NME                  | [ 1 ]    |
| Pitchfork            | 7.3/10   |
| Wall of Sound        | 8/10     |

Flux è stato acclamato criticamente. Su Metacritic, dove viene assegnato un voto su 100 basandosi su critici mainstream, l'album ha un punteggio di 80 su 100, fondandosi su 8 recensioni.
Neil Z. Yeung di AllMusic considera l'album come un "passo in avanti per la scrittura delle canzoni di Poppy" e ha l'ha chiamato "[il suo] lavoro più autentico ed ernesto." Su Beats Per Minutes, John Wohlmacher scrive "Flux è il progetto più diretto e meno filtrato di Pereira finora. Dove... i suoi album pop hanno esplorato gli aspetti virali della cultura, e dove I Disagree l'ha vista tessere giocosamente melodie nu-metal con city pop giapponese e musica psichedelica degli anni 60... Flux è in grado di evidenziare l'influenza dimenticata delle donne sul rock e il pop negli anni 90..." Shannon Garner di Clash ha lodato il contenuto musicale dell'album e il suo ritorno a tendenze musicali passate, affermando che è "un miscuglio scintillante di alt-rock anni 90 ed elementi audaci 2k21." Emma Swann di DIY ha elogiato Flux, chiamandolo un "ottimo album rock".
Scrivendo per Exclaim!, Rhys Juergensen afferma "Il costante bisogno del cambiamento [di Poppy] - per flusso - è, ironicamente, ciò che la rende consistente. Con questo album, lei dice chiaramente che la sua nuova nicchia è non averne alcuna." Rhian Daly di The Forty-Five ha espresso simpatie per l'album, dichiarando che "con scariche di zuccheri soniche e assalti ai timpani, il quarto album di Poppy è la colonna sonora di ella che capisce la sua strada in una deviazione creativa." James Hickie di Kerrang! scrive "Poppy trionfa nel suo album più profondo e più artistico finora, Flux." Red Dziri da The Line of Best Fit afferma "il suo ultimo album prova che semplicemente non si può confinare - nonostante i tentativi dei suoi collaboratori precedenti nel contenerla."
Scrivendo per NME, El Hunt descrive l'album come essere "alt-rock determinato, pieno di divertimento e che si rifiuta di obbedire alla percezione". Brad Sanders su Pitchfork scrive "gli album di Poppy hanno progressivamente offerto squarci sulla donna dietro la maschera. Flux è il suo lavoro più incustodito finora, ed è quanto più vicino che siamo arrivati all'incontrare la vera Poppy." Paul Brown di Wall of Sound dichiara "[quest'album] prova che Poppy si è guadagnata a pieno merito il suo posto fra i grandi della scena alternative."

### Liste di fine anno
| Pubblicazione    | Categoria                      | Anno | Posizione | Nota |
| ---------------- | ------------------------------ | ---- | --------- | ---- |
| The Boston Globe | The 60 best albums of the year | 2021 | -         | Nota |
| Kerrang          | The 50 best albums of 2021     | 2021 | 16        | Nota |
| RIFF Magazine    | 108 Best Albums of 2021        | 2021 | 24        | Nota |

## Tracce
1. Flux – 5:00 (Poppy, Simon Wilcox)
2. Lessen the Damage – 2:21 (Poppy, Simon Wilcox)
3. So Mean – 2:56 (Poppy, Chris Greatti)
4. On the Level – 3:25 (Poppy, Chris Greatti)
5. Hysteria – 4:20 (Poppy, Simon Wilcox, Justin Meldal-Johnsen)
6. Her – 2:08 (Poppy)
7. Bloom – 3:50 (Poppy, Chris Greatti)
8. As Strange as It Seems – 4:05 (Poppy, Chris Greatti)
9. Never Find My Place – 4:00 (Poppy, Chris Greatti)

Lunghezza totale: 32:11 minuti.

## Cronologia di pubblicazione
| Regioni | Data              | Formati                        | Etichetta | Ref.   |
| ------- | ----------------- | ------------------------------ | --------- | ------ |
| Varie   | 24 settembre 2021 | CD Download digitale streaming | Sumerian  | [ 39 ] |
| Varie   | 12 novembre 2021  | LP                             | Sumerian  | [ 40 ] |